# École des spécialités du Commissariat des armées
L’École des spécialités du Commissariat des armées (ESCA) est une école militaire française formant les sous-officiers et militaires du rang dans différentes spécialités du soutien et de l’administration militaire.
Initialement créée par la Marine nationale en 1912, sous le nom d’École des fourriers, l’ESCA est une école de formation interarmées, placée sous la direction du Service du Commissariat des Armées (SCA) depuis 2015.

## Historique

### L'École des fourriers de la Marine

#### Une école pour les fourriers
La première école des fourriers est créée le 1er avril 1912 à Rochefort. La Marine nationale veut alors rassembler les différentes formations de fourriers, réparties dans les grands ports français depuis 1835.
Cette école est créée à l’origine pour former les comptables et gestionnaires de la Marine, rassemblés sous la spécialité de fourrier. La spécialité évolue tout au long du XIXe siècle, en mer comme à terre. Lorsque l’école est créée, les fourriers sont déjà chargés de l’ensemble des travaux d’écriture et de gestion à bord des bâtiments, occupant également la fonction de commis aux vivres en mer.
Au moment de sa création, l’école n’est qu’une division administrative du dépôt des équipages de Rochefort. Ses activités de formation cessent pendant la première guerre mondiale, pour reprendre le 1er octobre 1919. La formation des commis aux vivres est, à cette occasion, rattachée à l’école.

#### L'école des fourriers, des commis aux vivres et des secrétaires militaires
En 1923, la spécialité de secrétaire militaire est créée, séparant ainsi les travaux de comptabilité gardés par les fourriers et les travaux d’administration. L’école se dote en 1935 d’une structure de formation pour les secrétaires militaires de la Marine.
L’école des fourriers déménage une première fois en 1927, lorsqu’un décret signe la fermeture du port militaire de Rochefort. L’école est transférée à Cherbourg, pour profiter des locaux laissés vacants par la dissolution du 25e Régiment d’Infanterie.
Elle devient, en 1937, l’« école des fourriers, des commis aux vivres et des secrétaires militaires ». La formation des cuisiniers est ajoutée à l’institution en 1938.
En septembre 1938, l’école déménage une nouvelle fois pour retourner à Rochefort. Au cours de la Seconde Guerre mondiale, l’école déménage de nombreuses fois. Elle s’installe à Toulon en 1941, jusqu’au sabordage de la flotte française en 1942, puis à Casablanca, avant d’embarquer à bord du cuirassier Jean-Bart qui devient un bâtiment « groupe écoles » de 1944 à 1945.
Après cette période de nomadisme, l’école retourne s’installer à Rochefort en 1945. Les armées font alors face à une grave pénurie de personnels militaires formés aux métiers d’administration. L’augmentation des flux d’élèves pousse l’école à déménager encore une fois à Cherbourg en 1949. La formation occupe la caserne Proteau plusieurs années durant. L’augmentation constante des effectifs, l’arrivée de la formation des cuisiniers de l’armée de l’Air et le partage du site avec d’autres formations militaires poussent l’école à chercher un nouveau terrain d’implantation.

#### L'école des fourriers de Rochefort
L’école obtient, en 1964, l’autorisation de s’implanter sur une ancienne base militaire américaine, tout juste rendue à la France. La base est située à proximité de l’arsenal de Rochefort. Après déménagement des hommes et du matériel, l’école des fourriers de Rochefort ouvre en septembre 1964.
C’est à Rochefort que l’école connait sa plus longue période d’implantation, de 1964 à 2002. Des grands travaux de rénovation commencent en 1974 sur les 17 hectares du site pour faciliter la vie et l’apprentissage des militaires. La formation de la spécialité de maîtres d’hôtel rejoint la structure en 1978.

#### L'école des fourriers de Querqueville
Lorsque l’armée de Terre et l’armée de l’Air commencent à envoyer leurs cursus de spécialités suivre leur formation à l’école des fourriers, cette dernière devient une fois encore trop étroite pour accueillir la forte croissance des effectifs. En 1997, lorsque Jacques Chirac supprime le service militaire en France, l’école des fourriers annonce son déménagement à l’emplacement du CIN Querqueville qui ferme ses portes en raison de la chute des effectifs militaires à former. En 2002, la transition entre le CIN et l’école des fourriers est faite à Querqueville, après plusieurs années de travaux pour réaménager la base.
En 2015, la Marine laisse la direction de l’école au Service du Commissariat des Armées.

### L'interarmisation de l'école

#### Les formations de l'armée de l'Air
La première formation extérieure à la Marine à rejoindre l’école est celle des cuisiniers de l’armée de l’Air, en 1958.
L’armée de l’Air, institutionnalisée en tant qu’armée indépendante en 1934, a mis en place une structure de formation pour ses comptables à partir de 1943, à Casablanca, puis à Chambéry en 1946. En 1957, les formations de comptable et de secrétaire de l’armée de l’Air rejoignent la Division d’Instruction du Service Général, à Caen, devenue Escadron d’Instruction du Service Général (EISG) en 1965. L’EISG est implantée sur la base aérienne 105 d’Evreux en 1968, et forme aux spécialités de secrétariat, comptabilité et gestion, ainsi que les spécialités de restauration-hôtellerie autre que cuisinier.
En 1993, les spécialités de restauration-hôtellerie sont intégralement transférées à l’école des fourriers de Rochefort. Puis, lorsque l’école des fourriers s’installe à Querqueville en 2002, l’armée de l’Air y intègre l’ensemble de ses formations de comptabilité, secrétariat et gestion des ressources humaines.

#### Les formations de l'armée de Terre
Dans l’armée de Terre, la fonction de fourrier ou sergent-fourrier existe depuis 1534, désignant les sous-officiers chargés des vivres, de l’habillement et du logement des militaires. Les militaires chargés des travaux d’écriture sont, à partir de 1855, formés à Vincennes au sein des sections de Commis et Ouvriers d’Administration (COA). En 1890, la formation à la gestion des matériels militaires de campagne est instituée dans les sections COA. En 1945, un centre d’instruction est intégré à la 45e Compagnie Mixte de l’Intendance (CMI) pour former les secrétaires comptables de l’armée de Terre. Puis, entre 1960 et 1961, quatre Centres d’Instruction de l’Intendance (CII) sont mis en place à Montbéliard, Angoulême, Béni-Messous et Brétigny sur Orge.
Les CII fermant successivement, la formation « Administration-Habillement-Alimentation » est centralisée à Angoulême, puis transférée à Auch en 1979, avec des formations techniques spécifiques détachées à Saint-Cyr-l’École et à Bergerac. La formation des sous-officiers du 2e degré de la branche administrative est alors dévolue à l’École Militaire Supérieure d’Administration et de Management (EMSAM) de Montpellier .
L’Intendance devient le Commissariat de l’armée de Terre le 1er janvier 1984, et les formations des sous-officiers du commissariat sont centralisées à l’École Nationale des Sous-Officiers du Commissariat de l’Armée de Terre (ENSOCAT), créée en 1985. Plusieurs formations en sont détachées pour être intégrées à l’École des Fourriers de Rochefort en 1996. L’ENSOCAT ferme en 1997, et les dernières formations de sous-officiers du commissariat rejoignent les Écoles du Commissariat de l’Armée de Terre (ECAT) à Montpellier, avant d’être totalement intégrées à l’École des fourriers à Querqueville en 2006.

#### Le cursus restauration de la Gendarmerie nationale
Du fait de la particularité du métier de gendarme, la Gendarmerie nationale conserve les formations administratives et gestion des ressources humaines au sein de ses centres de formation. Les spécialités de la restauration collective sont, en revanche, intégrées avec les formations de l’armée de Terre à Auch. De ce fait, elles sont transférées à l’école des fourriers en même temps que le rattachement des formations de l’armée de Terre en 1996.
À Querqueville, l’école permet également de former les cuisiniers pour les escadrons de gendarmerie mobile, qui ne peuvent pas dépendre d’un centre de restauration collective.

### L'École des spécialités du Commissariat des armées
En 2010, les différents commissariats d’armées se rassemblent pour créer le Service du Commissariat des Armées. Le SCA prend la direction des Groupements de soutien de base de défense (GSBdD) et des différentes spécialités du soutien militaire. L’école est placée sous la direction du Service du Commissariat des Armées (SCA) en 2015.
Un drapeau du service du commissariat des armées, a été remis au directeur de l’école le 22 septembre 2016 lors d’une cérémonie à l’école militaire. Avec sa garde, ce drapeau a défilé quatre fois sur les Champs-Élysées durant les cérémonies du 14 juillet.
C’est sous la direction du SCA que le changement de nom de l’école est préparé. En septembre 2022, le nouveau nom est annoncé au cours de la cérémonie des 110 ans de l’école. Le nom « École des spécialités du Commissariat des armées » devient la dénomination officielle de l’école en janvier 2023. En 2023, un nouveau drapeau est remis à l'école. Y sont inscrites en lettres d’or les inscriptions suivantes :
- sur l’avers, École des Spécialités du Commissariat des Armées ;
- sur le revers, Honneur et Patrie.

L'école accueille régulièrement le concours du Trident d'Or, une compétition culinaire nationale organisée par le SCA qui rassemble les meilleurs cuisiniers des armées. Les chefs Ghislaine Arabian et Christian Têtedoie étaient membres du jury de l'édition 2023.

## Situation géographique
L’ESCA est située sur le site militaire de Querqueville, dans le département de la Manche. Adossée au fort de Querqueville, l’école a remplacé le Centre d’Instruction Naval (CIN) Querqueville en 2002, fermé après la décision de suspension du service national.

## Missions

### Formations
L’armée de Terre, la Marine nationale, et l’armée de l’Air et de l’Espace bénéficient de formations au profit du personnel sous-officier et des militaires du rang pour les spécialités de l’administration, de la finance, de la logistique, de la gestion des ressources humaines et de la restauration-hôtellerie. L’ESCA assure également la formation des cuisiniers et gérants de cercles de la Gendarmerie nationale.
Jusqu’à 5 000 stagiaires peuvent être formés chaque année. L’apprentissage des spécialités s’effectue à travers 300 sessions de formation annuelle, allant d’une semaine à trois mois. Au sein des cursus, les militaires du rang et sous-officiers suivent des stages de niveau 3 (formations et certifications élémentaires à l’emploi), et reviennent à l’ESCA se former tout au long de leur carrière jusqu’aux stages de niveau 5 (formations supérieures).

### Spécialités
La formation aux différentes spécialités est assurée à l’école, à travers trois compagnies de formation,: 
- La compagnie de formation Restauration Hôtellerie Loisirs[12], qui forme les agents polyvalents de restauration, les cuisiniers, les restaurateurs et les gestionnaires de restauration et de loisir ;
- La compagnie de formation Finance et Logistique[12], qui forme les acheteurs publics, les comptables-logisticiens, les pilotes de budget finance et les comptables financiers[16] ;
- La compagnie de formation Ressources Humaines et Administration[12], qui forme les agents de secrétariat, les secrétaires État-major, les administrateurs du personnel, les administrateurs secrétaires, les gestionnaires des ressources humaines et les gestionnaires des ressources humaines chanceliers[17] ;

### Certifications professionnelles
L’école permet l’acquisition de certifications professionnelles, délivrées à l’issue de plusieurs cursus.
Une cellule validation des acquis de l’expérience (VAE) permet à des militaires et civils de la Défense de suivre la procédure de validation d’un titre, correspondant à des spécialités militaires enseignées à l’ESCA.